# Park Harcerski (Sosnowiec)
Park Harcerski w Sosnowcu, zwany potocznie Kołami, powstał po uregulowaniu biegu rzeki Czarnej Przemszy, w dolinie zalewowej za wałami przeciwpowodziowymi. Rozciąga się poprzez tereny osiedla Akademii Medycznej, pomiędzy rzeką a ul. Ostrogórską, stanowiący przedłużenie Parku Schöna przy ul. 1 Maja. Roślinność parku to nieliczny nowy drzewostan oraz roślinność niskopienna, bez egzotycznych gatunków oraz szczególnych okazów flory.
W przeszłości na tym terenie istniało miasteczko ruchu drogowego, po którym pozostały charakterystyczne koliste alejki. Miasteczko było prowadzone przez ZHP Sosnowiec, stąd park bierze swoją nazwę.
W 2012 park został przekazany Zespołowi Szkół Specjalnych nr 4 w Sosnowcu  i dzięki staraniom pracowników do 2017 roku w parku powstał ogród polisensoryczny, budowany w 3 etapach. Ogród pomyślany jest głównie terapii niepełnosprawnych podopiecznych szkoły oraz ich integracji z osobami zdrowymi. Ogród jest ogrodzony ale dostępny dla wszystkich mieszkańców.
W ramach modernizacji parku wykonano także: 
- nowe chodniki, elementy małej architektury, ławki, kosze na śmieci, stojaki na rowery[3][4],
- zainstalowano monitoring i nowoczesne oświetlenie[5],
- zielone labirynty utworzone z blisko 1300 krzewów, między innymi z amanogawy i z głogu porzeczkowego[6],
- koło z kwitnących wiśni japońskich,  - teren wypoczynku, rekreacji oraz pobudzania wrażeń sensorycznych w zakresie wzroku, węchu i dotyku,
- sad owocowy - ponad 60 drzew, w tym stare gatunki jabłoni, grusz, śliw i wiśni[7],
- rozarium z 12-metrową altaną[5],
- modernizację istniejącego placu zabaw, wzbogacenie o mini parku linowy z trampoliną, miejscami do wspinaczki i karuzelami.

W parku powstały także kolejne koła aktywności:
- kącik szachowy dla seniorów[4],
- siłownia pod chmurką,
- padok[4],
- koło szumiących traw,
- strefa wypoczynkowa, wyposażona w leżaki, osłonięta pergolą.

Specjalne miejsce zajmuje tutaj ogród aktywności dla zwierząt - krąg treningów dla psów coraz popularniejszego sportu jakim jest Rally-o.  Znajdują się tu m.in. pochylnie, płotki i tunele do treningu.